# 1470
Пізнє Середньовіччя •  Відродження •  Реконкіста •  Ганза •  Ацтецький потрійний союз •  Імперія інків

## Геополітична ситуація
Османську державу очолює Мехмед II Фатіх (до 1481). Імператором Священної Римської імперії є Фрідріх III. У Франції королює Людовик XI (до 1483).
Апеннінський півострів розділений: північ належить Священній Римській імперії, середню частину займає Папська область, південь належить Неаполітанському королівству. Могутними державними утвореннями півночі є Венеційська республіка, Флорентійська республіка, Генуезька республіка та герцогство Міланське.
Майже весь Піренейський півострів займають християнські Кастилія і Леон, де править Енріке IV (до 1474), Арагонське королівство на чолі з Хуаном II (до 1479) та Португалія, де королює Афонсо V (до 1481). Під владою маврів залишилися тільки землі на самому півдні.
Генріх VI є королем Англії (до 1471), королем Данії та Норвегії — Кристіан I (до 1481), Швецію очолює регент Стен Стуре Старший (до 1497). Королем Угорщини є Матвій Корвін (до 1490), а Богемії — Їржі з Подєбрад (до 1471). У Польщі королює, а у Великому князівстві Литовському княжить Казимир IV Ягеллончик (до 1492).
Частина руських земель перебуває під владою Золотої Орди. Галичина входить до складу Польщі. Волинь належить Великому князівству Литовському. Московське князівство очолює Іван III Васильович (до 1505).
На заході євразійських степів від Золотої Орди відокремилися Казанське ханство, Кримське ханство, Ногайська орда. У Єгипті панують мамлюки. У Китаї править династія Мін. Значними державами Індостану є Делійський султанат, Бахмані, Віджаянагара. В Японії триває період Муроматі.
У Долині Мехіко править Ацтецький потрійний союз на чолі з Ашаякатлем (до 1481). Цивілізація майя переживає посткласичний період. В Імперії інків править Панчакутек Юпанкі (до 1471).

## Події
- Перша писемна згадка про село Рожиськ (нині Підволочиського району Тернопільської області)
- Помер Семен Олелькович, останній князь Київський. Наступного року Київське князівство ліквідовано, утворено Київське воєводство.
- 12 березня, в Англії, йоркісти завдали поразки ланкастерцям поблизу Лузкот-Філду, однак ця перемога мала важкі наслідки для них самих. Річард Невілл, граф Ворік, перейшов на бік ланкастерців і втік до Франції. У вересні він повернувся, визволив із Тауера Генріха VI і повернув йому престол. Тепер уже король Едуард IV із династії Йорків змушений утікати в Фландрію.
- Розпочалася війна між Англією та Ганзою.
- Після смерті Карла VIII Кнутсона регентом Швеції став Стен Стуре Старший.
- Король Франції Людовик XI звинуватив герцога Бургундії Карла Сміливого в образі королівської гідності й розпочав проти нього військові дії.
- Молдавський господар Стефан III Великий вторгся у Волощину.
- Турки захопили у Венеції острів Евбею.
- Дайв'єт захопив столицю держави Чампа місто Віджаю.
- Інки підкорили Чимор (дата приблизна).